# JunD
Le JunD est une protéine avec un rôle de facteur de transcription. Son gène est le JUND situé sur le chromosome 19 humain.

## Rôles
Il intervient dans l'angiogenèse tumorale, la différenciation cellulaire et l'apoptose. Il est protecteur vis-à-vis du stress oxydatif en augmentant l'expression de certaines protéines, comme la ferritine. Il freine les altérations de la fonction de l'endothélium vasculaire des à l'âge.
Chez le rat, il intervient dans la spermatogenèse. Par ailleurs, la ménine inhibe son activité, supprimant par ce biais la différenciation des ostéoblastes. 
Son expression est réduite en cas d'insuffisance cardiaque terminale.